# Julia de bonis cedendis
Julia de bonis cedendis o Julia de cessione bonorum va ser una llei romana que permetia fer cessió dels béns a les persones carregades de deutes, amb la finalitat de lliurar-se de la presó. S'atribueix a Juli Cèsar. Aquesta llei es va estendre més tard a les províncies.